# 労使協調
労使協調（ろうしきょうちょう）とは、労働組合と使用者が協力して企業の利潤を上げ、結果として労働者の取り分を増やそうとする立場。労資協調（労働組合と資本家）とも。

## 源流
思想的源流はいくつかあるようだが、そのひとつは、19世紀末にドイツ社会民主党の論客エドゥアルト・ベルンシュタインが発表した修正主義理論にある。
すなわち、マルクスの予言では、資本主義が発達すればするほど貧富の差が拡大し、労働者と資本家の和解は不可能とされたが、ベルンシュタインの予言では、双方が譲歩することにより可能とされた。

## 歴史
資本が、収益を独占しては自分の首を絞めると気付いたきっかけが、1930年に発生した世界恐慌であった。それ以前は、政府による市場介入はむしろ禁忌とされたが、ケインズ流の財政政策が労働者にとっても資本家にとっても有益と分かり、発達した資本主義国家では財政政策を採用していった。
第二次世界大戦後、労使協調に立つアメリカなど西側の労働組合が、従来からあった世界労働組合連盟から離脱、国際自由労働組合総連盟を結成・対決していくことになる。現在の連合系の労働運動も基本的には労使協調に立つ。また、ドイツ連邦共和国では労働組合の代表が監査役会のメンバーとなるなど、労働者が経営にも参画してきた。
労使協調型労組として有名な組織は、日本ではかつて存在した鉄労（鉄道労働組合）がある。国鉄分割民営化以降改編を繰り返し、現在のJR連合（日本鉄道労働組合連合会）にあたる。連合体が全国繊維化学食品流通サービス一般労働組合同盟（UIゼンセン同盟）。

## 近年の状況
しかし、近年では「労使協調」の名目の下に組合と経営側が馴れ合い状態になっていたり、経営側が労働者を管理するための機関つまり御用組合と化した労働組合も多くなっている。労組の幹部経験者の出世が優遇される例や、組合員である正社員は雇用・賃金が保障されるも採用が控えられ、非組合員である非正規雇用社員は雇用・賃金が保障されないまま増員される例がある。
共産主義系の中でも特に先鋭的な立場をとる新左翼はこうした労働運動の進め方を、「ボス交渉」「第二労務課」と批判した。また、バブル経済崩壊後の不況では、率先して人員整理に協力している組合もあり、第二労務課との批判を強める原因となっている。